# Consulta Popular
A Consulta Popular é uma organização política e movimento social de cunho socialista. Foi fundada em 1997 por militantes de 350 movimentos populares atuantes no Brasil. Próximos do PT e do MST, mas com um distanciamento crítico em relação às estratégias eleitorais petistas, seus idealizadores julgavam ser necessário mobilizar a sociedade brasileira em torno de um projeto de esquerda para além das eleições. Dentre seus fundadores figuram personalidades como João Pedro Stédile, Plínio de Arruda Sampaio e César Benjamin.
Atualmente, a Consulta Popular compõe Frente Brasil Popular, articulação de movimentos sociais e partidos políticos de esquerda que busca construir uma alternativa política popular para a sociedade brasileira. Em 2016, tal frente se colocou ativamente contra o processo de destituição de Dilma Rousseff.

## Levante Popular da Juventude
A partir de 2012, o setor de juventude da Consulta Popular passou a se organizar no chamado Levante Popular da Juventude. O principal objetivo do grupo seria o de organizar politicamente a juventude das periferias das grandes cidades e do campo, vista por seus militantes como sem voz. No contexto de instalação da Comissão Nacional da Verdade e dos cinquenta anos do golpe de 1964, alguns dos primeiros atos desse coletivo foram a organização de escrachos públicos contra antigos torturadores atuantes durante o regime militar, notadamente Dulene Aleixo Garcez dos Santos, Aparecido Laertes Calandra e Carlos Alberto Brilhante Ustra. Também sofreram escrachos do grupo o médico legista Harry Shibata, os deputados federais Jair Bolsonaro, André Moura e Eduardo Cunha, e o presidente Michel Temer.

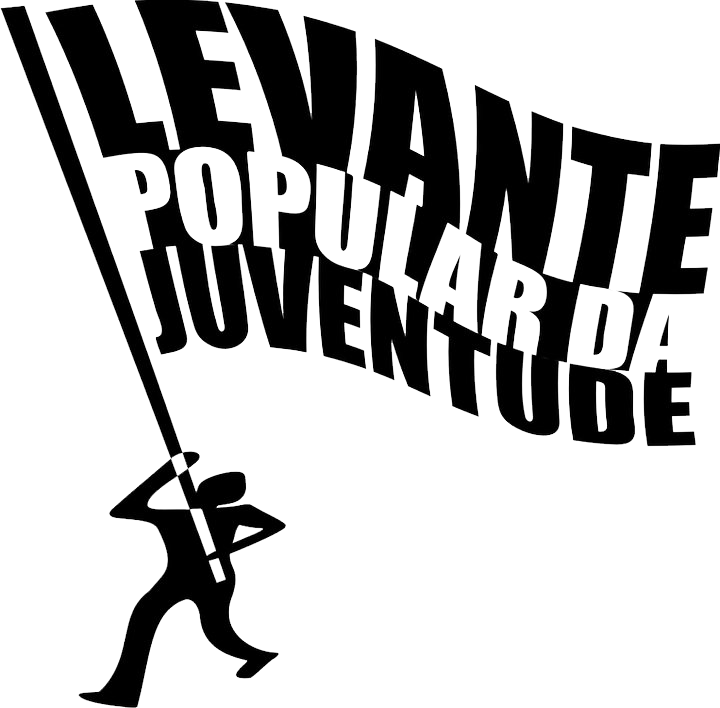
Logo do Levante Popular da Juventude

Ao longo de sua trajetória, o Levante se notabilizou nacionalmente por resgatar os escrachos como forma de luta, bem como pela ênfase nas técnicas de agitação e propaganda (como as batucadas, as músicas e as performances nos atos, etc.) contribuindo para a construção de uma cultura de manifestação política que até então fugia à tradição brasileira. 

### História

#### Antecedentes (2000–2006)
Desde o final dos anos 90, os movimentos populares hoje ligados à Via Campesina (MST, MPA, MMC, MAB) percebiam a necessidade de fortalecer o processo de organização da juventude dentro dos seus próprios movimentos, na perspectiva da formação de uma nova geração de militantes. Em 2005 a Consulta Popular, instrumento político de referência para grande parte dos militantes desse campo político, define em Assembleia Nacional a resolução “organizar a juventude da classe trabalhadora e, em especial, os jovens da periferia urbana”. A leitura da Consulta era de que seria indispensável para a construção de um projeto contra-hegemônico no Brasil a inserção na juventude trabalhadora, principalmente nas massas das grandes periferias. Ao longo dos anos 2000, em diversos estados esse campo político desenvolve experiências de organização da juventude.

#### A fundação – Rio Grande do Sul (2006)
No dia 7 de fevereiro de 2006 completava-se 250 anos da morte do líder Guarani Sepé Tiaraju, símbolo da resistência indígena ao processo colonização europeia no Rio Grande do Sul. Rendendo homenagens a esta data a Via Campesina organiza um grande encontro na cidade de São Gabriel, onde Sepé havia morrido em combate. Neste evento se reuniram centenas de indígenas de diferentes etnias, quilombolas e camponeses dos Movimentos da Via Campesina. Aproveitando esta oportunidade, este conjunto de movimentos desafiou-se a construir um grande acampamento de jovens, paralelo as demais atividades. 
O acampamento conseguiu reunir em torno de 700 jovens de todo estado. A maior parte dos participantes eram os jovens ligados aos movimentos da Via Campesina. Havia também uma parcela considerável dos jovens da base do Movimento de Trabalhadores por Direitos, bem como estudantes universitários.  As três frentes de atuação, territorial, camponesa e estudantil, que caracterizam o movimento, já estavam presentes desde o marco inicial da organização. 
Além de fundar o movimento o Acampamento elege como reivindicação prioritária a democratização do acesso à universidade, partindo da compreensão de que a luta pela construção de uma Universidade Pública e Popular passaria necessariamente por alterar a composição social do ambiente universitário a partir das cotas sociais e raciais. Deste modo, o Levante em junho de 2006, impulsiona a luta por cotas nas universidades no Rio Grande do Sul, ocupando a reitoria da UFRGS, durante um dia, com centenas de jovens de escolas públicas, camponeses e universitários. 

#### Acampamento da Juventude do Campo e da Cidade (2006–2008)
Este campo dos movimentos populares desenvolveu outras experiências de organização de juventude paralelas a este iniciativa do estado do Rio Grande do Sul. Os trabalhos com as Executivas de curso e com os Estágios Interdisciplinares de Vivência (EIVs) forjaram uma militância referenciada nos movimentos camponeses e no Projeto Popular. 
Foi desenvolvido um Programa de Formação Política da Juventude do Campo e da Cidade em mais de 15 capitais do Brasil entre os anos de 2006 e 2008, realizado em etapas numa parceria entre a juventude da Via Campesina e os coletivos urbanos locais que atuavam a partir do teatro, da dança, do hip hop, do funk, da literatura, do maracatu, da cultura e dos mais diversos temas que envolvem a juventude. Esse processo culminou no Acampamento Nacional da Juventude Campo e Cidade no ano de 2008, envolvendo mais de mil jovens. Contudo, não se constituiu nenhuma ferramenta de organização após este processo.

#### A Nacionalização e o I Acampamento Nacional (2011–2012)
Na medida em que estas iniciativas iam encontrando dificuldade de se consolidar, a experiência do Levante no Rio Grande do Sul passou a inspirar os militantes desse campo político nos demais estados. Os militantes gaúchos foram chamados em vários estados para socializar esta experiência, de modo que este campo foi assumindo gradativamente a identidade do Levante. Estabelece-se então a necessidade de criar um marco para a nacionalização do movimento. 
O Acampamento Nacional do Levante Popular da Juventude seria ao mesmo tempo o marco e a meta-síntese impulsionadora do processo de nacionalização. Durante mais de 1 ano os estados se preparam para criar as condições de chegar ao Rio Grande do Sul, estado que simbolizava esse processo de construção. Em Fevereiro de 2012 aproximadamente 1000 jovens de 15 estados se reúnem na cidade de Santa Cruz do Sul. Neste acampamento afirma-se a construção do Levante como uma organização Nacional e se produz a Carta compromisso, delineando os princípios fundamentais desta organização.  
Dois meses após a sua fundação, o Levante constitui a sua ação de maior projeção até então. Em abril de 2012, simultaneamente em 7 estados o movimento promove uma onda de escrachos aos torturadores da Ditadura, denunciando a impunidade e recolocando na ordem do dia a luta por Memória, Verdade e Justiça. Um mês após, a então ameaçada Comissão Nacional da Verdade é instalada, e inicia seus trabalhos.

#### II Acampamento Nacional (2014)
Após a constituição do movimento em diversos estados do Brasil, o Levante realiza seu segundo acampamento nacional em 2014 na cidade de Cotia no estado de São Paulo. Ao todo participaram três mil jovens de 25 estados do país e convidados de movimentos populares dos países Venezuela, Cuba, Argentina e Uruguai. Nesse momento, o objetivo do encontro era refletir sobre a consolidação do movimento a nível nacional, construindo a estrutura organizativa do movimento. 
Além da organização do movimento, durante cinco dias os integrantes do Levante também debateram sobre a situação do país e a necessidade de Plebiscito Popular pela Reforma do Sistema Político. Ao término do acampamento, os jovens protestaram na Avenida Paulista na cidade de São Paulo exigindo o fim do financiamento privado de campanhas. 

#### III Acampamento Nacional (2016)
Em 2016, o movimento passa pelo seu terceiro grande marco. O III Acampamento nacional ocorreu em Belo Horizonte (MG) no estádio do Mineirinho. Dessa vez, sete mil jovens de todos os estados brasileiros se reuniram durante intensos cinco dias de oficinas e debates. O acampamento, realizado logo após o golpe contra a presidente Dilma Rousseff, representou a força e o enraizamento da organização, que agora já estava presente nas principais periferias e universidades do Brasil. No acampamento estiveram presentes personalidades como ex-presidente Lula, Eddie Conway dos Panteras Negras, a atriz Letícia Sabatella, a cantora MC Carol.
No encontro os jovens presentes se comprometeram, sobretudo, com a luta em defesa da democracia e a construção da Frente Brasil Popular, articulação das principais organizações de esquerda do país. 

### Prêmios

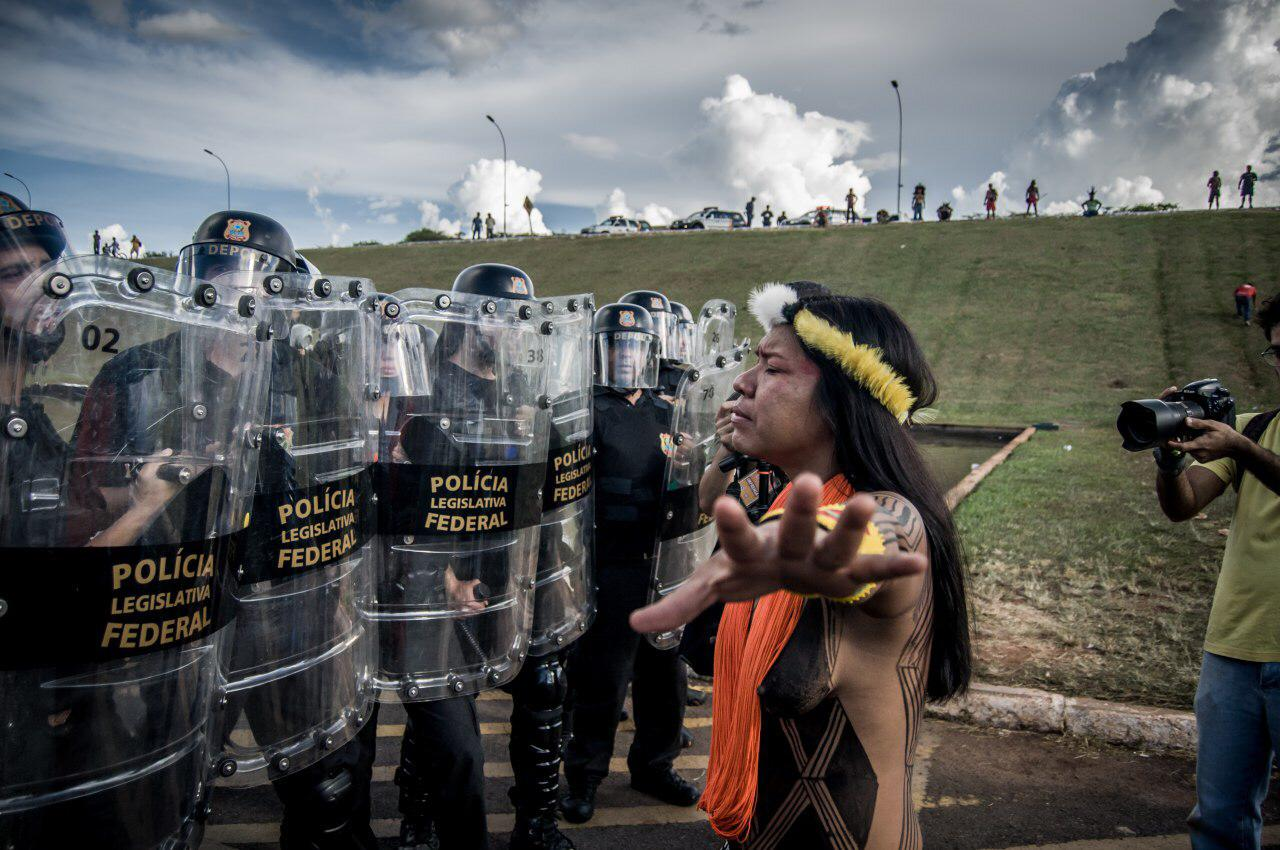
Imagem "O Silêncio da Terra", vencedora do Prêmio Fotográfico “Combater os Retrocessos: Existir e Resistir à Retirada de Direitos”. Foto: Matheus Alves

Na 18ª edição do Prêmio Direitos Humanos em 2012, o movimento recebeu menção honrosa das mãos da então presidente Dilma Rousseff. O prêmio foi um reconhecimento pela ação do Levante dos escrachos aos torturadores da ditadura militar no Brasil. A indicação ao prêmio foi uma iniciativa de Maria Amélia Teles, Fábio Konder Comparato, Perly Cipriano, Paulo Henrique Amorim, Fernando Morais e João Pedro Stédile.
Em 2019 Levante foi vencedor do Prêmio Fotográfico “Combater os Retrocessos: Existir e Resistir à Retirada de Direitos”. O concurso foi promovido pelo Fundo Brasil para incentivar o uso da fotografia na luta pela defesa de direitos. A imagem “O Silêncio da Terra”, do fotógrafo Matheus Alves, recebeu o maior número de menções em votação popular. Mostra Anna Terra Yawalapiti, liderança indígena do Xingu, pedindo o fim da repressão policial durante manifestação do Acampamento Terra Livre, em Brasília (DF).

### Atuação na UNE
O Levante participa da União Nacional dos Estudantes. Em 2015 assumiu a secretaria-geral da entidade, onde defendeu a tese “É pra mudar a UNE: reverter os cortes na educação e construir a reforma universitária popular”. Já em 2017 assume a vice-presidência da entidade com a Jessy Dayane e novamente em 2019, posição ocupada atualmente por Élida Elena.